# Yttre automorfi
En yttre automorfi på en grupp G, är en gruppautomorfi, det vill säga en isomorf avbildning, G → G. Gruppen av yttre automorfier på G, betecknas med Out(G) och är isomorf med kvotgruppen Aut(G)/Inn(G), där Aut (G) är gruppen av automorfier på G och Inn(G) är gruppen av inre automorfier på G. Automorfierna på en grupp delas upp i två skilda delgrupper, inre automorfier och yttre automorfier.
Om exempelvis G = Kleins fyrgrupp, så är antalet gruppautomorfier |Aut(G)| = 3! = 6. Eftersom Inn(G) är isomorf med kvotgruppen G/Z(G), där Z(G) är centrum för G, och då Z(G) = G så är |Inn(G)| = |G/Z(G)| = 6/6 = 1. Härav följer att antalet yttre automorfier på G, |Out(G)| = |Aut(G)/Inn(G)| = 6/1 = 6. 